# Detlef Placzek

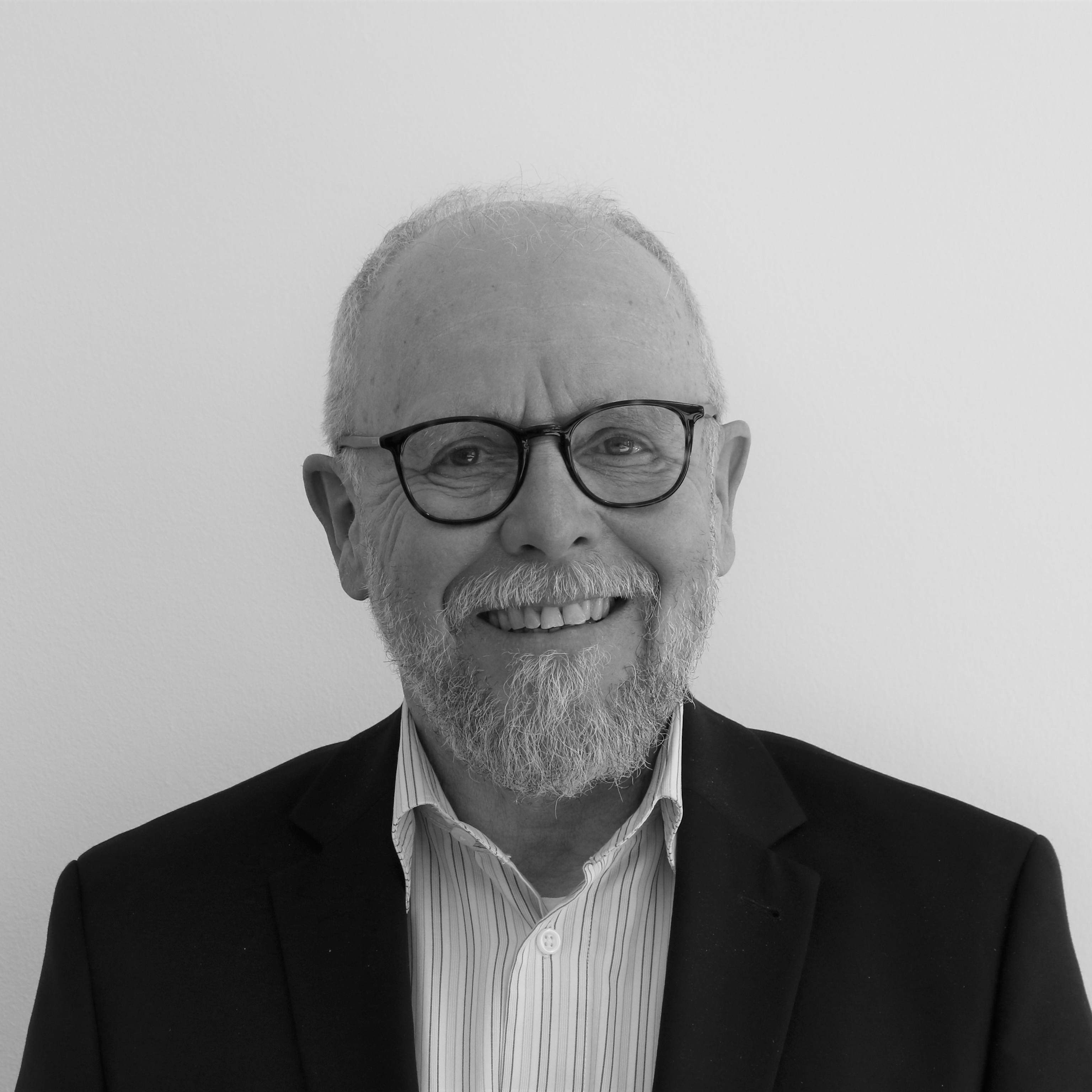
Detlef Placzek, 2023

Detlef Placzek (geboren 1957 in Gelsenkirchen-Schalke) ist der erste Opferbeauftragte der Landesregierung Rheinland-Pfalz. Von 2016 bis 2024 war er Präsident des Landesamts für Soziales, Jugend und Versorgung Rheinland-Pfalz.

## Werdegang
Nach mehrjähriger Tätigkeit bei der Deutschen Bundesbahn, dem Deutschen Gewerkschaftsbund, in der Gemeinwirtschaft und der Gewerkschaft ÖTV ist Detlef Placzek seit 1991 beim Land Rheinland-Pfalz beschäftigt. Zunächst als persönlicher Referent des damaligen Ministers für Arbeit, Soziales, Familie und Gesundheit Rheinland-Pfalz und später als Leiter des Ministerbüros, wechselte er 1994 zum Landesamt für Jugend und Soziales in Mainz. Von 1996 bis 2016 war er Leiter der Zentralabteilung des Landesamtes, dem heutigen Landesamt für Soziales, Jugend und Versorgung Rheinland-Pfalz. Gleichzeitig war er von 2007 bis 2016 als Vizepräsident und Modernisierungsbeauftragter des Landesamtes tätig.
Auf Beschluss des Ministerrats übernahm Placzek von September 2015 bis Mai 2016 die Funktion des Leiters des Führungsstabs Flüchtlingshilfe der Landesregierung Rheinland-Pfalz.
Von 2016 bis 2024 war Detlef Placzek Präsident des Landesamtes für Soziales, Jugend und Versorgung Rheinland-Pfalz. Zum Ende des Jahres 2024 begab er sich in den Ruhestand.
Während der COVID-19-Pandemie war Placzek auf Beschluss des Ministerrates von Rheinland-Pfalz Chef der regionalen Task Forces zur Corona-Bekämpfung. Dabei erarbeitete er je Kommune passende Empfehlungen für Schutzmaßnahmen, um die Corona-Infektionen in den jeweils betroffenen Kommunen einzudämmen. Außerdem war er Leiter der in Rheinland-Pfalz zentralen Corona-Teststellenstruktur und Einkäufer der Corona-Schutzausrüstung für Rheinland-Pfalz.
Seit April 2025 ist Placzek auf Vorschlag der Landesregierung Rheinland-Pfalz von der Evangelischen Kirche der Pfalz zum Mitglied in der Unabhängigen Aufbereitungskommission Sexualisierte Gewalt in Kirche und Diakonie (URAK) für Baden und die Pfalz benannt worden. Seine Berufungszeit beträgt vier Jahre.

## Opferbeauftragter der Landesregierung Rheinland-Pfalz
Am 30. Jahrestag des Flugtagunglücks von Ramstein, dem 28. August 2018, wurde Placzek vom Ministerrat zum ersten Opferbeauftragten der Landesregierung Rheinland-Pfalz berufen. Dieses Amt übt er ehrenamtlich aus. Am 6. August 2021 wurde er erneut zum ehrenamtlichen Opferbeauftragten der Landesregierung bis zum Ende der Legislaturperiode 2026 bestellt.
Als Opferbeauftragter ist Placzek direkter, neutraler und unabhängiger Ansprechpartner für Opfer und Angehörige von Opfern terroristischer Anschläge, Amoktaten, Naturkatastrophen und Unglücken überregionalen Ausmaßes mit Personenschäden für rheinland-pfälzische Bürgerinnen und Bürger. Gesetzliche Grundlage ist das Landesgesetz über die Opferbeauftragte oder den Opferbeauftragten Rheinland-Pfalz (Opferbeauftragtengesetz). In die ersten Jahre der Amtszeit von Detlef Placzek fiel unter anderem die Betreuung der Opfer der Amokfahrt in Trier (1. Dezember 2020) und der Flutkatastrophe im Norden von Rheinland-Pfalz (14./15. Juli 2021).

## Mitgliedschaften und Auszeichnungen
- Mitglied der Sozialdemokratischen Partei Deutschlands SPD
- Mitglied der Gewerkschaft ver.di
- Mitglied des Sozialverbands VdK Deutschland
- Mitglied des Sozialverbands Deutschland SoVD
- Vereinsmitglied des FC Schalke 04
- Vereinsmitglied des 1. FC Kaiserslautern (Running)
- Ehrenoffizier der Mainzer Husaren Garde (MHG)[8]
- Ehrenhauer der Zeche Nordstern in Gelsenkirchen